# Grand Prix automobile des États-Unis Ouest 1983
Résultats du Grand Prix des États-Unis Ouest de Formule 1 1983 qui a eu lieu sur le circuit urbain de Long Beach le 27 mars 1983.

## Classement
| Pos. | No | Pilote             | Écurie        | Tours | Temps/Abandon                      | Grille | Points |
| ---- | -- | ------------------ | ------------- | ----- | ---------------------------------- | ------ | ------ |
| 1    | 7  | John Watson        | McLaren-Ford  | 75    | 1 h 53 min 34 s 889 (129,753 km/h) | 22     | 9      |
| 2    | 8  | Niki Lauda         | McLaren-Ford  | 75    | + 27 s 993                         | 23     | 6      |
| 3    | 28 | René Arnoux        | Ferrari       | 75    | + 1 min 13 s 638                   | 2      | 4      |
| 4    | 2  | Jacques Laffite    | Williams-Ford | 74    | + 1 tour                           | 4      | 3      |
| 5    | 29 | Marc Surer         | Arrows-Ford   | 74    | + 1 tour                           | 16     | 2      |
| 6    | 34 | Johnny Cecotto     | Theodore-Ford | 74    | + 1 tour                           | 17     | 1      |
| 7    | 26 | Raul Boesel        | Ligier-Ford   | 73    | + 2 tours                          | 26     |        |
| 8    | 4  | Danny Sullivan     | Tyrrell-Ford  | 73    | + 2 tours                          | 9      |        |
| 9    | 3  | Michele Alboreto   | Tyrrell-Ford  | 73    | + 2 tours                          | 7      |        |
| 10   | 6  | Riccardo Patrese   | Brabham-BMW   | 72    | Moteur                             | 11     |        |
| 11   | 15 | Alain Prost        | Renault       | 72    | + 3 tours                          | 8      |        |
| 12   | 12 | Nigel Mansell      | Lotus-Ford    | 72    | + 3 tours                          | 13     |        |
| Abd. | 16 | Eddie Cheever      | Renault       | 67    | Boîte de vitesses                  | 15     |        |
| Abd. | 30 | Alan Jones         | Arrows-Ford   | 58    | Suspension                         | 12     |        |
| Abd. | 5  | Nelson Piquet      | Brabham-BMW   | 51    | Accélérateur                       | 20     |        |
| Abd. | 22 | Andrea De Cesaris  | Alfa Romeo    | 48    | Boîte de vitesses                  | 19     |        |
| Abd. | 11 | Elio De Angelis    | Lotus-Renault | 29    | Tenue de route                     | 5      |        |
| Abd. | 33 | Roberto Guerrero   | Theodore-Ford | 27    | Boîte de vitesses                  | 18     |        |
| Abd. | 25 | Jean-Pierre Jarier | Ligier-Ford   | 26    | Collision                          | 10     |        |
| Abd. | 36 | Bruno Giacomelli   | Toleman-Hart  | 26    | Batterie                           | 14     |        |
| Abd. | 23 | Mauro Baldi        | Alfa Romeo    | 26    | Accident                           | 21     |        |
| Abd. | 27 | Patrick Tambay     | Ferrari       | 25    | Collision                          | 1      |        |
| Abd. | 1  | Keke Rosberg       | Williams-Ford | 25    | Collision                          | 3      |        |
| Abd. | 17 | Eliseo Salazar     | RAM-Ford      | 25    | Boîte de vitesses                  | 25     |        |
| Abd. | 35 | Derek Warwick      | Toleman-Hart  | 11    | Accident                           | 6      |        |
| Abd. | 9  | Manfred Winkelhock | ATS-BMW       | 3     | Accident                           | 24     |        |
| Nq.  | 31 | Corrado Fabi       | Osella-Ford   |       | Non qualifié                       |        |        |
| Nq.  | 32 | Piercarlo Ghinzani | Osella-Ford   |       | Non qualifié                       |        |        |

## Pole position et record du tour
- Pole position : Patrick Tambay en 1 min 26 s 117 (vitesse moyenne : 136,907 km/h).
- Meilleur tour en course : Niki Lauda en 1 min 28 s 330 au 42e tour (vitesse moyenne : 133,477 km/h).

## Tours en tête
- Patrick Tambay : 25 (1-25)
- Jacques Laffite : 19 (26-44)
- John Watson : 31 (45-75)

## Statistiques
- 5e et dernière victoire de John Watson ; en s'imposant après être parti de la 22e place, il établit le record de la position la plus lointaine sur la grille pour un vainqueur de Grand Prix ;
- 30e victoire pour McLaren en tant que constructeur ;
- 153e victoire pour Ford-Cosworth en tant que motoriste.